# Línea C (Metro de Los Ángeles)
La Línea C del Metro de Los Ángeles es una línea de tren ligero de 28.6 km (17 millas) cuyo recorrido se extiende desde la ciudad de Norwalk hasta LAX, en el condado de Los Ángeles, California. La línea fue inaugurada el 12 de febrero de 1995. Es operada por la Autoridad de Transporte Metropolitano del Condado de Los Ángeles. 
Originalmente fue inaugurada como Línea Verde (Green Line), pero en 2018 Metro aprobó cambiar el nombre de sus líneas de tren utilizando un esquema basado en letras, la línea Verde (Green) sería ahora la línea C, el cambio de nombre se aplicó el miércoles 8 de enero de 2020.

## Historia
La línea fue inaugurada el 12 de febrero de 1995, la mayor parte de su recorrido es paralelo a la Interestatal 105, a excepción de los tramos dentro de El Segundo y Redondo Beach. Las estaciones Mariposa, El Segundo, Douglas y Redondo Beach pasarán a formar de la línea K en noviembre de 2024.  En 2024 se inauguró la estación con conexión al Aeropuerto Internacional de Los Ángeles Aviation/Century), misma estación en la que tendrá correspondencia con la línea K y el 6 de junio de 2025 se extendió para terminar como terminal a la estación LAX/Metro Transit Center.

### Extensión a Torrance
Metro estudia la expansión de la línea K desde la estación Redondo Beach hacia el sur llegando a la zona de Torrance. El proyecto lleva el nombre de South Bay Metro Light Rail Extension y al inaugurarse formará de la línea K, dado que en 2024 el tramo sur de la línea C paso a formar parte de la línea K. Se espera un costo máximo de $1.2 mil millones de dólares para su construcción. Las obras iniciarán en 2026 y culminarán entre 2030 y 2033.

## Estaciones
| Estación                 | Conexiones                                   | Apertura               | Ciudad             |
| ------------------------ | -------------------------------------------- | ---------------------- | ------------------ |
| Norwalk                  |                                              | 12 de agosto de 1995   | Norwalk            |
| Lakewood Bl              |                                              | 12 de agosto de 1995   | Downey             |
| Lynwood                  |                                              | 12 de agosto de 1995   | Lynwood            |
| Willowbrook/Rosa Parks   | Downtown Long Beach - APU/Citrus College     | 12 de agosto de 1995   | Willowbrook        |
| Avalon                   |                                              | 12 de agosto de 1995   | Sur de Los Ángeles |
| Harbor Freeway           | El Monte Station - Pacific/21st              | 12 de agosto de 1995   | Sur de Los Ángeles |
| Vermont/Athens           | Metro Rapid: 754                             | 12 de agosto de 1995   | Athens             |
| Crenshaw                 |                                              | 12 de agosto de 1995   | Hawthorne          |
| Hawthorne/Lennox         |                                              | 12 de agosto de 1995   | Hawthorne          |
| Aviation/Imperial        | Metro Shuttle: 857                           | 12 de agosto de 1995   | Westchester        |
| Aviation/Century         |                                              | 3 de noviembre de 2024 | Westchester        |
| LAX/Metro Transit Center | Redondo Beach-Expo/Crenshaw LAX People Mover | 6 de junio de 2025     | Westchester        |